# Kistenöl
Als Kistenöl (eng.: case oil) wurden in der Seemanns- und Handelssprache die im späten 19. und frühen 20. Jahrhundert transportierten Erdölfraktionen in einer speziellen Holzkistenverpackung bezeichnet. Dabei wurde Kerosin u. ä. in 5-Gallonen-Blechkanister gefüllt und je zwei in einer Holzkiste verpackt. Damit ließen sich auch größere Mengen verschiffen, bevor Schiffe und Fahrzeuge mit eingebauten Tanks und Befüllanlage („echte“ Tankschiffe und -fahrzeuge) entstanden. Dieses Öl heißt im Gegensatz zum Kistenöl Tanköl (engl. bulk oil). Der Siebenmastschoner Thomas W. Lawson ist ein Beispiel dafür. Vor dem Umbau zum Tankschiff beförderte er entlang der US-Ostküste Kistenöl von Texas nach Norden.